# Роуз, Бернард
Бернард Роуз (англ. Bernard Rose, 4 августа 1960) — британский кинорежиссер и сценарист, считающийся пионером цифрового кино. Наиболее известен постановкой фильмов ужасов Бумажный дом (1988) и Кэндимэн (1992), исторических романов Бессмертная возлюбленная (1994) и Анна Каренина (1997), а также драмы Ivans XTC (2000), за которую был номинирован на премию Независимый дух за лучшую режиссуру и Премию Джона Кассаветиса. Также был номинирован на Гран-при Монреальского кинофестиваля и получил главный приз на Брюссельском кинофестивале фантастических фильмов («Золотой ворон» 2015 года).

## Жизнь и карьера
Родился в Лондоне в религиозной еврейской семье. В возрасте девяти лет начал снимать фильмы на киноплёнке нового формата «8 Супер». К 1975 году он выиграл конкурс любительских фильмов, организованный Би-би-си, после чего его работы были показаны в эфире. Работал с Джимом Хенсоном в последнем сезоне «Маппет-шоу», а затем на съёмках «Тёмного кристалла» в 1981 году. В 1982 году окончил Национальную школу кино и телевидения со степенью магистра кинопроизводства. После этого перешёл к созданию музыкальных видеоклипов для MTV, одним из которых была нецензурная версия хита Frankie Goes to Hollywood «Relax».
Занимался режиссурой британских телевизионных фильмов, таких как «Перспективы», и, наконец, в 1988 году снял  первый полнометражный фильм «Бумажный дом». Роуз совершил огромный прорыв в американском кино, сняв фильм «Кэндимэн» в 1992 году, который с тех пор считается культовой классикой. Впоследствии Роуз написал и поставил «Бессмертную возлюбленную» о жизни и любви Людвига ван Бетховена, а также ремейк «Анны Карениной» Льва Толстого.
В 2012 году Роуз снял драму «Два Джека» по мотивам повести Льва Толстого «Два гусара» с Сиенной Миллер и Дэнни Хьюстоном в главных ролях, а в 2014 году — музыкальную драму «Паганини: Скрипач Дьявола». За этим последовала современная адаптация «Франкенштейна» Мэри Шелли. Написал сценарий и поставил японскую историческую драму «Самурайский марафон». Часто сотрудничает с актёром и режиссером Дэнни Хьюстоном.

## Избранная фильмография
- Телесный контакт
- Бумажный дом
- Чикаго Джо и стриптизёрша
- Кэндимэн
- Бессмертная возлюбленная
- Анна Каренина
- Иван под экстази
- Бал Сатаны
- Дерек
- Крейцерова соната
- Мистер Ганджубас
- Два Джека
- День подарков
- Секс-плёнка
- Паганини: Скрипач Дьявола
- Франкенштейн

## Личная жизнь
Бернард Роуз был женат на британской актрисе Александре Пигг, которая играла в его фильме «Бессмертная возлюбленная», от этого брака у него есть ребёнок.
Вторая жена, американская актриса и продюсер Лиза Инос, родила от Роуза двух детей и создала с ним фильм  «Иван под экстази». Позже они развелись.